# 豆しば
豆しば（まめしば、MAMESHIBA）は、キム・ソクウォンらによって生み出された、電通のオリジナルキャラクターである。キャラクターライセンス窓口は、電通プロモーションプラス（旧・電通テック）。

## 概要
食事をしようとすると、豆を使用した料理の中から「豆しば」が突如現れ、品が良いとは言い難い豆知識を披露するという30秒CM。2008年3月1日から放映開始。豆しばの声優は、当時5歳の女児が担当した。
「豆」のCMではなく、「豆しば」自身のブランディングCMである。電通によるアニメビジネスの延長として、オリジナル開発したキャラクターをマルチ活用するという新しい試みとしてスタートした。公式サイトによれば、豆しばは犬でも豆でもない、との事。
様々な豆類の豆しばが登場している。さらにはムンクの叫びのような顔をした「ムング豆しば」のような、豆以外がモチーフのものもいる。豆しばの赤ちゃんバージョンである「ベビしば」や、それがフルーツやスイーツの被り物をしたものも登場した。
2008年11月21日にキム・ソクウォン、渡部祥子によって絵本「豆しば 枝豆しばとアラスカの冷蔵庫」（主婦と生活社）が出版された。
モフ☆モフにも登場したことがある。豆知識の内容は「金魚は元々フナで、最大で体長は59cm、重さは約3kgになる」。
テレビCMは電通担当枠のスポンサードネット番組でパーティシペーションとして放映されている。特にテレビ東京やTBSでは週替わりスポンサー で放送されることが多いが、日本テレビ、テレビ朝日、フジテレビでは放送される頻度が少ない。なお、かつてはCMの最後には画面右端下に「テレビドガッチ（現・TVerプラス）」のクレジットが表記されていたが、2023年以降はdaspro（電通アニメソリューションズ）のクレジットに変更されている。

## アニメーション
CM第1期は「ねえ知ってる?」から始まる『豆知識』編で番外編を除き20話製作、下記にもあるように正しいとは言い難い豆知識もある。2010年末-2011年にはベビしばが主役のCMが展開。2011年12月よりのきゃりーぱみゅぱみゅが出演する「豆しぱみゅぱみゅ」のCMが展開。2015年10月よりCM『豆しば学園』を放送、こちらは第3話までアニメーション、以降はモーションコミック。

### 第1期
第1話「グリーンピーしばの巻」
フランス語ではタンポポの事をオネショという。Pissenlit=ベッドでおしっこの意。
男の子がピラフを食べていると落ちた時に出会った。豆知識を聞いた男の子は「お母さん…」と言った。
第2話「黒豆しばの巻」
カバの汗はピンク色。ただし血の汗と呼ばれるが、カバは汗腺を持っていないので汗ではない。
女子生徒がお弁当の蓋についた黒豆しばが落ちた時に出会った。豆知識を聞いた女子生徒はお弁当の蓋を閉め、「ごちそうさま…」と言った。
第3話「ピーナッしばの巻」
キスした時は2億個の細菌が口の中を行ったり来たりする。
バーでカップルの男が落花生の殻の中を見たときに出会った。
第4話「納豆しばの巻」
フランスの白アスパラガスをマドモアゼルの指ともいう。美食家のルイ14世がマドモアゼルの指先と呼んだことに由来する。
朝ごはんに納豆を食べるOLが納豆を混ぜている時に出会った。豆知識を聞いたOLはがむしゃらに納豆をかき混ぜた。
第5話「枝豆しばの巻」
カンガルーの袋の中はすごく臭い。
居酒屋に立ち寄ったサラリーマンがビールを飲んだ後、枝豆を出そうとした時に出会った。豆知識を聞いたサラリーマンは居酒屋から帰ろうとした。
第6話「小豆しばの巻」
イカの心臓は3つ。通常の心臓の他、2つのえら心臓を持つ。
張り込み中のベテラン刑事がアンパンを食べているときに出会った。豆知識を聞いた刑事は帰ろうとした。
第7話「甘納豆しばの巻」
オシドリの夫婦は仲がよいのは巣を作るまで。繁殖期以外は雄雌別行動。
テレビドラマを見ているおばあさんが甘納豆を食べているときに出会った。豆知識を聞いた後おばさんはテレビを消した。
第8話「コーヒー豆しばの巻」
フラミンゴの母乳は赤い。食道の奥のそのうという器官でつくられる液体をフラミンゴミルクという。
カフェのマスターがコーヒー豆を出した後に出会った。豆知識を聞いた後、マスターが「今日は閉店です…」と言った。
第9話「カシューナッしばの巻」
カマキリのメスはオスを食べてしまう。ただし種によって異なり、餌が不足していた場合などであり、他の肉食性の虫にも見られる。
飛行機の中で男性がCA（客室乗務員）の女性がくれたカシューナッツの袋を開けた途端に転がって、「着陸成功!」と言って出会った。豆知識を聞いた男性は気絶してしまった。
第10話「ジェリービーンしばの巻」
コアラの盲腸は約2m。哺乳類では最も長い。
アメリカ人の子供がジェリービーンズを取り出した瞬間「Oh!」と言って出会い、英語で豆知識を言った。
第11話「ひよこ豆しばの巻」
ナマズは全身に味覚がある。全身に味蕾器管を持つ。
ワインを飲んで感想を言った後スープが出されて飲もうとした女性に、スプーンで取り出されたときに「ボンジュール」と言って出会った。
第12話「刀豆しばの巻」
インドネシア語で勉強する事をブラジャー（belajar）と言う。
給食を食べる男の子に「かたじけない」と武士語で言って出会った。豆知識を聞いた男の子は顔を赤らめて興奮した。
第13話「煮豆しばの巻」
マダガスカル島のキツネザルの舌は2枚。キツネザル類やロリス類には、舌の裏に小さな舌「下舌」が存在している。人にもある采状ひだが下舌の名残との説もあるが定かではない。
取り込み中の2人の男性に、その1人が煮豆しばを取り損ねて落とした時に出会った。
第14話「チリビーンしばの巻」
牛は1日に100ℓの涎を出す。
2人のマリアッチに出会った。1人がタコスを食べようとしたとき、「アミーゴ」と言ってスペイン語で豆知識を言った。
第15話「虎豆しばの巻」
歌が下手なカナリアは一生独身。ただし求愛行動で鳴くのは雄鳥。
中華料理を食べている2人の女性に出会う。1人が料理を食べようとしたときに「アカンて!」と言って、関西弁で挨拶し、豆知識を言った。それを聞いた女性は激怒してターンテーブルを回した。
第16話「大豆しばの巻」
母乳は飲み始めと飲み終わりで味が全く違う。
力士に出会う。豆乳ちゃんこ鍋を食べようとした時、「どすこい!」と言って豆知識を言った。それを聞いた力士は興奮し、「ごっつあんです」と言った。
第17話「ピスタチオしばの巻」
カメレオンはショックを受けると真っ白になる。なおカメレオンは熱を放射する為に身体が白くなることもある。
泣いてやけ飲みしている女性に出会う。豆知識を聞いた女性は真っ白になった。
第18話「レンズ豆しばの巻」
ダチョウの脳は目玉より小さい。ダチョウの眼球は地上動物では最大の大きさ。
受験勉強をしている男の子に出会う。豆知識を聞いた男の子は辞書をスープに被せて勉強を再開。そのときレンズ豆しばは「テストに出るのにー!」と叫んだ。
第19話「そら豆しばの巻」
ウナギが黒いのは日焼け(?)のしすぎ。シラスウナギの頃はほぼ透明で次第に色素が付き黒くなる。
2人の美白を否定するガングロギャルに出会う。1人のガングロギャル（声：浜田ブリトニー）がそら豆を出した瞬間、「ちぃーっす!」と言った。豆知識を聞いた1人のギャルが「うなぎマジパねぇ！」と言った。
第20話「カカオ豆しばの巻」
ティラミスはイタリア語で「私を天国へ連れて行って」。ティラミス（Tiramisù）の語源は正しくはTirami su!（私を引っ張りあげて）。
女の子がティラミスを食べているのを見て、食べたいと思った女の子の祖父に出会う。豆知識を聞いた祖父は「ワシはまだ現役じゃい!」と言って立ち上がった瞬間、腰を痛める。
第21話「黒大豆しばの巻」
この回からハイビジョン制作｡
ナマコは全身筋肉。ナマコの体壁は真皮と筋肉から成っている。
照英がアニメ出演。黒大豆の白和えを食べようとしたときに出会った。豆知識を聞いた照英は感動して涙を流した。
第22話「白大豆しばの巻」
ホタテは目が約80個ある。外套膜（ヒモ）に明るさを感じる眼点がある。
川越達也がアニメ出演。テレビ番組で「白大豆とホタテのポタージュスープ」を作っている時に出会った。豆知識を聞いた川越は川越スマイルではなくどや顔を見せた。
第23話「アーモンドしばの巻」
ローマ皇帝カエサルは部下にムダ毛を抜き取らせていた。
東幹久がアニメ出演。バーで出会った。豆知識を聞いた東はスーツを破り、肉体美を見せた。アーモンドしばは「つるつるバンザーイ!」と感動した。
第24話「ムング豆しばの巻」
カメムシは自分の臭いで失神する。
江頭2:50がアニメ出演。楽屋で出会った。豆知識を聞いた江頭は自分の脇の臭いを嗅ぎ、奇声を出して倒れた。ムング豆しばは「がっぺくさ～い!」と言った。
番外編「マメシバクラッシャーの巻」
宇宙でおならをするととても臭い。スペイン語で牛の事を「バカ」と言う。
ガイストクラッシャーの白銀レッカが爆盛り弁当を開けるとレッカしば、ハヤトしば、クラマしば、シレンしばと邂逅。豆知識を聞いた後、箸で摘まれて食われ「クラッシュ完了！」される。「ゴールデンじゃないな…」と隣にいた金剛寺ハヤトはポツリと言い放つ。また、「俺にも一口…」とシレン・クォーツハートが呟くバージョンも存在する。

#### 書籍
- 枝豆しばとアラスカの冷蔵庫　キム・ソクウォン／渡部祥子　2008年11月21日（主婦と生活社）
- 黒豆しばとトルストイの家出　キム・ソクウォン／渡部祥子　2009年6月5日（主婦と生活社）
- グリーンピーしばとアラバマの隕石　キム・ソクウォン／渡部祥子　2010年4月16日（主婦と生活社）
- 豆しばのお弁当　稲熊由夏／キム・ソクウォン／渡部祥子　2009年9月11日（主婦と生活社）
- 豆しばのねぇこれ英語で言える？　2009年8月11日（学研）
- 豆しばのねぇこれ漢字で書ける？　2009年8月11日（学研）
- 豆しば占い　2009年12月27日（ワニブックス）
- 豆しばカードブック英会話　2010年3月30日（学研）
- 豆しばカードブック日本地図　2010年3月30日（学研）

#### コミック
- 豆しば ぷちっ! 著：そにしけんじ 2012年3月28日（小学館てんとう虫コミックススペシャル）
  - 『ちゃお』などに連載されていた作品をまとめたコミック集。

### 豆しば学園
このシリーズの豆しばは、豆しば先生と呼ばれている。
第1話
ザリガニは顔からおしっこをする。
緑枝男（声：梅原裕一郎）が屋上で茶谷落花（声：前田玲奈）に告白するが、フラれてしまい、豆しばが現れる。　
第2話
スイカはタネの方が栄養がある。
枝男、縞田寅吉（声：山下大輝）、黒岩大（声：畠中祐）が校舎の外でスイカを食べていると、自分もスイカのタネのように社会の嫌われ者なんだと寅吉が言い、そこに豆柴が現れる。
第3話
カメはお尻から呼吸する。
水泳中、枝男と大がどうやったらタイムが縮められるか考えていると、豆しばが現れる。
第4話
人体で最も強い筋肉は舌。
枝男と大がお互いに筋肉がついたなと会話していると、豆しばが現れる。
第5話
ブラックホールに落ちると時間が止まる。
落花、サヤ・ガーロフ（声：上坂すみれ）、橙山鏡子（声：古木のぞみ）が女子トークをしていて、落花がこの時間がずっと続いてほしいとつぶやくと、豆しばが現れる。
第6話
「ひとりぼっち」の「ぼっち」の意味は「お坊さん」。カメハメハ大王の「カメハメハ」は「孤独な人」という意味。
橙山鏡介（声：花江夏樹）がひとりでお弁当を食べていると豆しばが現れる。
第7話
ゴリラの学名はゴリラ ゴリラ。ニシローランドゴリラの学名はゴリラ ゴリラ ゴリラ。
ニック（声：諏訪部順一）が女子に壁ドンし、囁く。豆しばも囁く。囁かれた女子は目をハートにしてゴリラのように興奮する。

#### ゲーム
- 「豆しば大作戦」 メーカー：kick9　2016年9月12日（Android・iOS版）

#### コミック（豆しば学園）
- ４コマ豆しば学園 著：たま 未単行本

## 漫画連載
- ね〜ね〜（主婦と生活社）

2010年4・5月号から連載。
- ちゃお（小学館）

『豆しばばばっ!』というタイトルで2010年5月号から2012年3月号まで連載。新井理恵が作画を手掛けた。
- ぷっちぐみ（小学館）
- 小学四年生（小学館）

いずれも『豆しば ぷちっ!』というタイトル。作者はそにしけんじ。「ぷっちぐみ」では2010年5月号から、「小学4年生」では同年10月号から連載開始。いずれも2012年3月号まで連載され、2012年3月28日に単行本が発売された。『ぷっちぐみ』では『豆しば ぷちっ!ぷちっ!』と改題し連載を継続。
- ブシロードTCGマガジン（ブシロード）
- 月刊ブシロード（ブシロード）

スピンオフ漫画である『MANGA キング・オブ・豆しばプロレス』が「ブシロードTCGマガジン」（フリーペーパー）Vol.28（2014年6月発刊）および「月刊ブシロード」7月号 - 9月号で連載された。作画はどちらも二階堂綾乃。2014年10月以降はキングオブプロレスリングWEBサイトにて連載。
- PASH!PLUS（主婦と生活社）
- コミックPASH!（主婦と生活社）

豆しば学園編が『４コマ豆しば学園』というタイトルで連載。「PASH!PLUS」（声優、イベント、アニメグッズニュースサイト）2016年8月3日 - 2017年12月29日にて連載された後、「コミックPASH!」（ウェブコミックサイト）に移籍し2018年5月5日 - 2018年6月30日にかけて連載。作者はたま。

## ゲーム
コンシューマーゲームソフトが2011年10月27日に日本コロムビアより発売。
ゲームソフト以外に「豆しば」を題材にしたモバイルゲームアプリが各プラットフォームより配信された。
- 年代不明だがカエルエックスがフィーチャーフォン版「Mobage」と、同じく「mixiモバイル」で「豆しば育成ゲーム」を提供
- 2011年10月4日より電通とカエルエックスがフィーチャーフォン版「GREE」で「豆しば大戦」を提供
- 2012年1月19日よりカエルエックスがフィーチャーフォン版「Mobage」で「あつめて！豆しば！せんごく探検記」を提供
- 2013年3月1日よりネクストステージがiOS用「App Store」で「豆しばあつめ」を提供
- 2014年2月3日よりDeNAがAndroid用「Mobage」で「豆しばパズル」を提供
- 2016年9月12日よりkick9がAndroid・iOS版「豆しば大作戦」を提供

## コラボレーション
きゃりーぱみゅぱみゅ
豆しぱみゅぱみゅ
ファッションモデルでタレントのきゃりーぱみゅぱみゅと豆しばのコラボレーションキャラクター。普通の豆しばとは違って足が存在する。変顔も見せる。
それに似たものが4体存在しており、ユニコーン、パンク、つぎはぎ、脳が見えているスケルトンがいる。
カードファイト!! ヴァンガード
ブラスター・豆しば
トレーディングカードゲーム『カードファイト!! ヴァンガード』と豆しばのコラボレーションキャラクターで一部イベントで配布された。豆しばがヴァンガードの代表カードである「ブラスター・ブレード」の格好をしたものでカードに書かれている台詞はそのブラスター・ブレードにちなんだ豆知識になっている。
劇場版イナズマイレブンGO vs ダンボール戦機W
天豆しば、豆しバン、イカロスしば・ゼロ
『劇場版イナズマイレブンGO vs ダンボール戦機W』とのコラボレーションCMに登場するキャラクターで『イナズマイレブンGO』の主人公である「松風天馬」と『ダンボール戦機』の主人公である「山野バン」及びバンの使うLBX「イカロス・ゼロ」の格好をしている。
劇場版 銀魂 完結篇 万事屋よ永遠なれ
銀しば、神楽しば、しば八
『劇場版 銀魂完結編』とのコラボレーションCMに登場するキャラクターで『銀魂』のメインキャラである坂田銀時、神楽、志村新八の3人が豆しば化したキャラ。声は3人の声を演じている杉田智和、釘宮理恵、阪口大助が当てている。内容はいつもの豆知識ではなくアニメ版でよく見られた3人のフリートーク調になっており下ネタが多い。
近藤しば、土方しば、沖田しば
DVDの発売に際し第2弾が公開されこちらは真選組の主要メンバーである近藤勲、土方十四郎、沖田総悟が豆しば化したキャラが担当しておりこちらも声は元ネタ3人の声である千葉進歩、中井和哉、鈴村健一が当てている。なお、下ネタ寄りの第1弾に対しこちらは声優ネタを絡めたフリートークになっている。
ガイストクラッシャー
ガイストしば(レッカしば、ハヤトしば、クラマしば、シレンしば)
『ガイストクラッシャー』とのコラボCMに登場する四匹の豆しば。全員が異なる性格。ガイストギアを装着しているが、黒曜イズナの豆しばは存在しない。
新日本プロレス
『豆しばプロレス』と題して主に新日本プロレスの試合会場のスクリーンで流されるコラボCMに登場する豆しば。ブシロードのテレビCMとしても流れる。髪型とコスチュームがアニメ出演している選手と同じ。新日本プロレスの公式グッズ販売サイトである闘魂SHOPでは選手とコラボレーションしたグッズが発売されている。
100年に1豆の逸材 棚橋しば
「IWGP MAME」と刻まれたチャンピョンベルトの防衛戦の最中、対戦相手である天山広吉に逆エビ固めで攻められ悶絶する棚橋弘至に出会った。豆知識を聞いた棚橋は戦意を喪失してギブアップ負け。王者陥落となる。
反逆のボマメェ 中邑しば輔
シングルマッチの最中、対戦相手である棚橋にボマイェを食らわせ攻勢に出ている中邑真輔に出会った。豆知識を聞いた中邑はロープにうなだれ、狐につままれた棚橋が中邑を見つめる。
レインマメーカー オカダ･カズシバ
CMは作られていないが、ダイバーシティ東京で開催された「キングオブプロレスリング第5弾 STRONG STYLE EDITION」の発売記念イベントにてその正体が披露され、モデルとなったオカダ・カズチカと共演した。
また『月刊ブシロード』ではスポーツ新聞形式の「豆スポ」が連載され、豆スポ掲載の4コマ漫画作品『キングオブ豆しば』では、後藤洋央紀似の「後藤豆おき」、飯塚高史似の「飯塚高しば」が公式キャラとして登場している。
変なおじさん
変なお豆さん
志村けん扮するキャラクター『変なおじさん』とのコラボ。CMでは志村（アニメ出演、声は本人）がビールを飲んだ際、おつまみの枝豆を食べようとした際に豆が「変なお豆さん」に変身するというもの。
劇場版魔法科高校の劣等生 星を呼ぶ少女
豆司波
2017年6月17日に公開の映画『劇場版魔法科高校の劣等生 星を呼ぶ少女』とのコラボCMに登場する豆しば。同作の主人公である司波達也・深雪兄妹が豆しば化されている。TOKYO MX、BS11での再放送時にCMが放送され、公式サイト でもCMのトレーラーが公開されている。
アイドル×戦士 ミラクルちゅーんず!
豆しば×ちゅーんず！
テレビ東京系で放送の『アイドル×戦士 ミラクルちゅーんず!』→『魔法×戦士 マジマジョピュアーズ!』とのコラボCM。声優はドラマの配役と同じで、『ミラクルちゅーんず!』の一ノ瀬カノン（内田亜紗香）、神咲マイ（足立涼夏）、橘フウカ（小田柚葉）、白鳥アカリ（薄倉里奈）、白鳥ヒカリ（西山未桜）、『マジマジョピュアーズ!』の愛乃モモカ（三好佑季）、白雪リン（隅谷百花）、花守ミツキ（鶴屋美咲）、星奈シオリ（小川桜花）、虹色ユリア（増田來亜）である。
JAM　Project
JAMしば(影山しば　遠藤しば　奥井しば　きだたにしば　福山しば)
JAM　Projectと豆しばのコラボレーションキャラクター。メンバーがそれぞれ豆しば化されている。
おそ松さん
「おそ豆さん」と題した、テレビアニメ『おそ松さん』とのコラボCM。
おそ豆しば
テレビアニメ『おそ松さん』との最終回コラボCM。松野家の長男松野おそ松が豆しば化されている。声優は松野おそ松役の櫻井孝宏が担当。また、台詞はないがラストにて他の兄弟も豆しば化されている。
一豆しば
劇場版『えいがのおそ松さん』とのコラボCM。松野家の四男松野一松が豆しば化されている。声優は松野一松役の福山潤が担当。
ラングリッサーモバイル
エルウィンしば
スマートフォン向けゲーム『ラングリッサー モバイル』とのコラボCM。声優はラングリッサーモバイルにおけるエルウィン役の保志総一朗が担当。CMには登場しないが告知画像や壁紙などには同作のキャラを豆しば化したアメルダしば、ルナしば、ボーゼルしば等も登場している。
ランモバしば
豆しばが作中に存在する武器、兜、鎧を身に着けたもの。
歩兵しば、天使しば、ボーンしば
ゲーム内に登場。重装歩兵、天使、ボーンライノの豆しば化。
曇天に笑う
天火しば
実写映画『曇天に笑う』のコラボCM。CM内では白子、空丸、蒼世の豆しばも登場している。
お文具といっしょ
『豆しば』をCM展開させているテレビドガッチが同様にCM展開させているお文具のCM『お文具といっしょ』とのコラボCM。
お文具のアニメからはお文具さんとプリンさんが登場している。YouTubeチャンネル「豆しばチャンネル」で公開されている。

## CM出演者
- きゃりーぱみゅぱみゅ
- 川越達也
- 照英
- 吉川ひなの
- 志村けん
- 棚橋弘至
- 中邑真輔
- 江頭2:50